# Definitely Maybe
Definitely Maybe — дебютний альбом британського рок-гурту Oasis, який вважається одним із найкращих музичних альбомів XX століття. Випущений 1994 року, диск відразу прославив гурт, і на момент видання став найбільш продаваним дебютом за всю історію популярної музики у Великій Британії, а пісні з альбому («Live Forever», «Supersonic» і «Cigarettes & Alcohol») стали хітами. Альбом увійшов до історії рок-музики і не раз потрапляв у списки найкращих музичних альбомів усіх часів за версіями авторитетних музичних видань.
Наприклад, 2008 року «Definitely Maybe» визнано найкращим британським альбомом всіх часів за опитуванням журналу Q і мережі магазинів HMV. (Другий альбом групи (What's the Story) Morning Glory?, розташувався на другому місці таблиці того ж хіт-параду.)
На сьогодні альбом розійшовся по світу тиражем понад 8 мільйонів копій.

## Учасники запису
- Пол Артурс — Ритм-Гітара
- Ліам Галлахер — Вокал
- Ноел Галлахер — Гітара, Вокал, Бек-Вокал
- Тоні МакКеролл — Ударні
- Пол МакГіган — Бас-Гітара

## Список пісень
- Всі пісні написані Ноелем Галлахером.

1. «Rock 'N' Roll Star» — 5:22
2. «Shakermaker» — 5:08
3. «Live Forever» — 4:36
4. «Up in the Sky» — 4:28
5. «Columbia» — 6:17
6. «Supersonic» — 4:43
7. «Bring It on Down» — 4:17
8. «Cigarettes & Alcohol» — 4:49
9. «Digsy's Dinner» — 2:32
10. «Slide Away» — 6:32
11. «Married with Children» — 3:11

## DVD
7 вересня 2004 року вийшов Definitely Maybe DVD, присвячений 10-річчю виходу альбому. Диск містить сам альбом в покращеному звучанні, відео концертних виступів гурту і документальний фільм, де учасники запису альбому розповідають про історію його запису.